# Mariä Verkündigung (Ebensfeld)

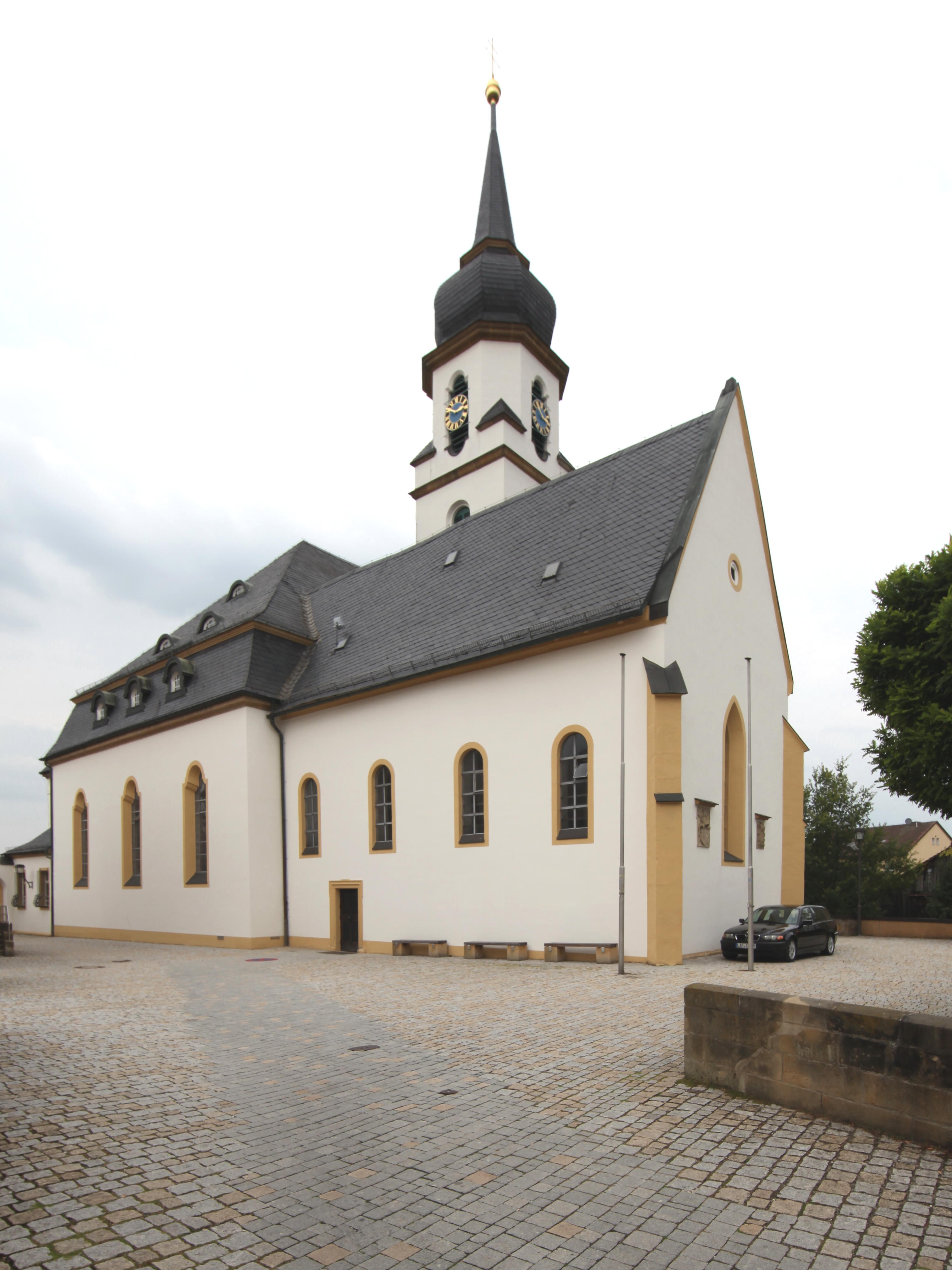
Mariä Verkündigung (Ebensfeld)

Die römisch-katholische Pfarrkirche Mariä Verkündigung ist ein denkmalgeschütztes Kirchengebäude, das in Ebensfeld steht, einem Markt im Landkreis Lichtenfels (Oberfranken, Bayern). Das Bauwerk ist als Baudenkmal in der Bayerischen Denkmalliste eingetragen. Die Kirche gehört zum Seelsorgebereich Gottesgarten im Dekanat Coburg des Erzbistums Bamberg.

## Beschreibung
Die spätgotische Saalkirche wurde 1633 niedergebrannt. Sie wurde 1653–57 nach der Zerstörung im Dreißigjährigen Krieg wieder aufgebaut. Das Langhaus wurde 1718 erneuert. Der Chorflankenturm auf der Nordseite des Chors wurde nach einer Zerstörung durch einen Blitz 1811 wieder aufgebaut und mit einer Zwiebelhaube bedeckt. 1911/12 wurde das Langhaus nach Westen durch ein mit einem Mansarddach bedecktes Querschiff verbreitert und ein neuer Chor angefügt. Der alte Chor zu vier Jochen, der innen mit Kreuzgewölben überspannt ist, wurde Teil des Langhauses. Auf der Empore steht die 1870 von Johann Wolf gebaute Orgel.